# Biro-Biro
Antônio José da Silva Filho, conocido como 'Biro-Biro, (Olinda, 18 de mayo de 1955) es un exfutbolista brasileño.

## Vida
Nacido en el estado de Pernambuco, comenzó su carrera en el Sport Club do Recife, tornándose nacionalmente conocido alrededor de 1978, año de su entrada en el equipo deportivo Sport Club Corinthians Paulista. 
Biro Biro fue el gran fenómeno del club de fútbol brasileño Corinthians, a lo largo de los años ochenta, junto a Sócrates y Casagrande. 
Biro Biro jugaba al fútbol en el Sport Club do Recife cuando el legendario presidente del Corinthians Vicente Matheus lo fichó.
Sus goles magníficos y los trofeos conquistados transformaron a Biro Biro en un héroe para la hinchada corintiana. El ídolo, dueño de una larga cabellera rubia, impresionaba a la hinchada corintiana (conocida como Fiel Torcida) con garra sumada a la excelente técnica (bien aplicada en la posición de central).
Biro Biro es inolvidable por sus grandes jugadas, pero una es especial: en la final del Campeonato Paulista, en 1982, en un partido jugado contra el São Paulo, él hizo el gol que concedió al Corinthians el trofeo y el título de campeón, con un disparo por entre las piernas del portero Valdir Peres.

## Política
Biro Biro se eligió concejal del municipio de São Paulo debido al apoyo de la Fiel Torcida Corintiana y cumplió su mandato entre los años 1989 y 1992. El año 2006, Biro Biro se presentó como candidato a diputado federal por el Partido Social Cristão (PSC), pero no logró ser elegido.